# Мустафа (Кучај)
Строги природни резерват Мустафа се налази на подручју северног Кучаја у источној Србији, (Борски округ) у близини села Дебели Луг, на територији општине Мајданпек.

## Карактеристике
Овај резерват природе је добио име по микролокалитету Мустафа и припада шумском комплексу северног Кучаја.
Резерват се налази у долини Тодорове реке, на надморској висини од 330 м до 610 м, између гребена Краку Штиње и Краку Маре. 
Овај шумски комплекс је стављен под заштиту да би се очувала аутохтона, полидоминантна, мезофилна шумска заједница мезијске букве и храста китњака на силикатној подлози која је идентификована као приоритетан тип станишта од националног и међународног значаја. 
Присуство кинњака је посебно значајно јер је то последњи, већи комплекс китњака у буковој шуми. Стабла у резервату достижу старост од преко 200 година.
Још једна карактеристика овог подручја је и оаза рефугијалног карактера у којој се успешно обнављају и опстају мозаици букове шуме различитих типова. 
Сем ове две врсте, на подручју су заступљени, у знатно мањој мери и граб, липа и бели јасен.
Ова површина ужива карактер строгог природног резервата од 1950. године, када је обухватао површину од 304 хектара, међутим 1969. године Републички завод за заштиту природе доноси решење да је за наведени резерват еколошки оправдана мања површина и редукује површину под заштитом на 79.64 хектара, колико резерват и данас обухвата.